# Fukaya
Fukaya (深谷市?, Fukaya-shi) è una città giapponese della prefettura di Saitama.